# Các bãi cạn Frigate Pháp
Các bãi cạn Frigate Pháp (tiếng Anh: French Frigate Shoals; tiếng Hawaii: Kānemilohaʻi) là rạn san hô vòng lớn nhất quần đảo Tây Bắc Hawaii. Nơi này nằm cách Honolulu 487 hải lý (902 km) về phía tây bắc. Tên gọi "Frigate Pháp" là để tưởng nhớ sự kiện hai tàu frigate dưới sự chỉ huy của nhà thám hiểm người Pháp Jean-François de La Pérouse "tìm ra" rạn vòng này vào năm 1786. Về mặt hành chính, khu vực này thuộc quận Honolulu, Hawaii. Cục Hoang dã và Cá Hoa Kỳ quản lý nơi này như một field station nằm trong Khu bảo vệ hải dương quốc gia Papahānaumokuākea.

## Tên gọi
Ngày 6 tháng 11 năm 1786, hai tàu frigate của Pháp là Astrobale và Boussole dưới sự chỉ huy của bá tước La Pérouse đã suýt bị mắc cạn tại rạn san hô vòng này nhưng đã kịp thời tránh được tai nạn. Họ gọi nó là basse des Frégates Françaises, nghĩa là "bãi cạn Các Tàu Frigate Pháp".

## Địa lý

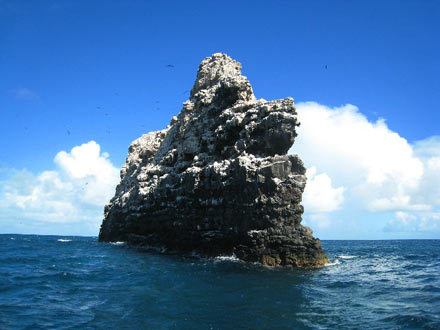
Đỉnh nhọn La Perouse

Các bãi cạn Frigate Pháp gồm một rạn san hô hình lưỡi liềm dài 20 dặm (32 km), mười hai đê cát (đảo) và một hòn đá nổi mang tên đỉnh nhọn La Perouse. Tổng diện tích đất của các đảo nhỏ chỉ là 248.914 m², trong khi tổng diện tích rạn san hô là hơn 938.870.690 m². Đảo Tern với diện tích 26.014 mẫu Anh (10.527 ha) có một đường băng và nơi định cư cho một số ít người.
Đỉnh nhọn La Perouse (tiếng Anh: La Perouse Pinnacle, đặt theo tên của bá tước La Pérouse) là một hòn đá nổi nằm giữa rạn san hô vòng. Đây là khối đá núi lửa cổ nhất và xa xôi nhất của chuỗi đảo Hawaii. La Perouse cao 122 foot (37 m) và được bao quanh bởi những rạn san hô đẹp mắt. Khi nhìn từ xa, khối đá này thường bị nhầm lẫn với một con tàu do hình dáng riêng có của mình.
"Đảo" Whale-Skate (gồm hai "đảo" là Whale và Skate) là đối tượng địa lý chìm dưới biển. Các đảo này phải gánh chịu tình trạng xói mòn nghiêm trọng bắt đầu từ giữa thập niên 1960. Đến cuối thập kỉ 1990 thì đảo Whale-Skate chìm ngập hoàn toàn dưới nước.
| Danh sách đảo thuộc rạn vòng Frigate Pháp | Danh sách đảo thuộc rạn vòng Frigate Pháp | Danh sách đảo thuộc rạn vòng Frigate Pháp | Danh sách đảo thuộc rạn vòng Frigate Pháp           | Danh sách đảo thuộc rạn vòng Frigate Pháp |
| Đảo                                       | Số hiệu lô đất                            | Diện tích (m²)                            | Toạ độ                                              | Bản đồ                                    |
| ----------------------------------------- | ----------------------------------------- | ----------------------------------------- | --------------------------------------------------- | ----------------------------------------- |
| Đảo Shark                                 | 1010                                      | 4.294                                     | 23°51′9,9″B 166°19′26,3″T / 23,85°B 166,31667°T     |                                           |
| Đảo Tern                                  | 1009                                      | 105.276                                   | 23°52′10,7″B 166°17′4,6″T / 23,86667°B 166,28333°T  |                                           |
| Đảo Trig                                  | 1008                                      | 23.298                                    | 23°52′17,8″B 166°14′35,9″T / 23,86667°B 166,23333°T |                                           |
| Đảo Skate 1)                              | 1007                                      | 12.808                                    | 23°52′2,8″B 166°13′53,9″T / 23,86667°B 166,21667°T  |                                           |
| Đảo Whale 1)                              | 1007                                      | 19.212                                    | 23°52′2″B 166°13′51,1″T / 23,86722°B 166,21667°T    |                                           |
| Đảo Round 2)                              | 1006                                      | 3.078                                     | 23°49′36″B 166°13′46,1″T / 23,82667°B 166,21667°T   |                                           |
| Đảo Mullet 2)                             | 1006                                      | 2.462                                     | 23°49′29,3″B 166°13′29,5″T / 23,81667°B 166,21667°T |                                           |
| Đảo East                                  | 1005                                      | 35.853                                    | 23°47′12,5″B 166°12′32,8″T / 23,78333°B 166,2°T     |                                           |
| Đảo Gin                                   | 1004                                      | 9.708                                     | 23°44′4,3″B 166°09′56,1″T / 23,73333°B 166,15°T     |                                           |
| Đảo Little Gin                            | 1003                                      | 19.448                                    | 23°43′43,6″B 166°09′50,5″T / 23,71667°B 166,15°T    |                                           |
| Đảo Disappearing                          | 1002                                      | 9.800                                     | 23°38′39,5″B 166°10′15,8″T / 23,63333°B 166,16667°T |                                           |
| Đỉnh nhọn La Perouse                      | 1011                                      | 3.677                                     | 23°47′8″B 166°12′46″T / 23,78556°B 166,21278°T      |                                           |
| Đảo Bare 3)                               | -                                         | 400                                       | 23°47′33,25″B 166°12′5,75″T / 23,78333°B 166,2°T    |                                           |
| Đảo Near 4)                               | -                                         | 400                                       | 23°48′20″B 166°13′46″T / 23,80556°B 166,22944°T     |                                           |

 1)  Hải đảo Whale và Skate (đảo Whale-Skate) được liệt kê vào chung một lô với diện tích là 32.020 m² theo tài liệu thống kê đất đai. Tỉ lệ diện tích giữa hai đảo là 2:3.
 2)  Các đảo Round và Mullet được tài liệu thống kê đất đai xếp chung vào một lô có số hiệu là 1006 với tổng diện tích đạt 5540 m². Theo báo cáo năm 1971 thì mỗi đảo có diện tích lần lượt là 0,4 and 0,5 mẫu Anh (khoảng 1619 m² và 2023 m²).
 3)  Có thể thấy đảo Bare trên ảnh vệ tinh nhưng đảo lại không được liệt kê trong dãy điều tra (census tract) đất đai quận Honolulu, Hawaii. Amerson Jr (1971) cho rằng đảo có diện tích là 0,1 mẫu Anh (khoảng 400 m²).
 4)  Theo báo cáo năm 1971 thì "đảo" Near thực chất chìm dưới biển.

## Sinh thái

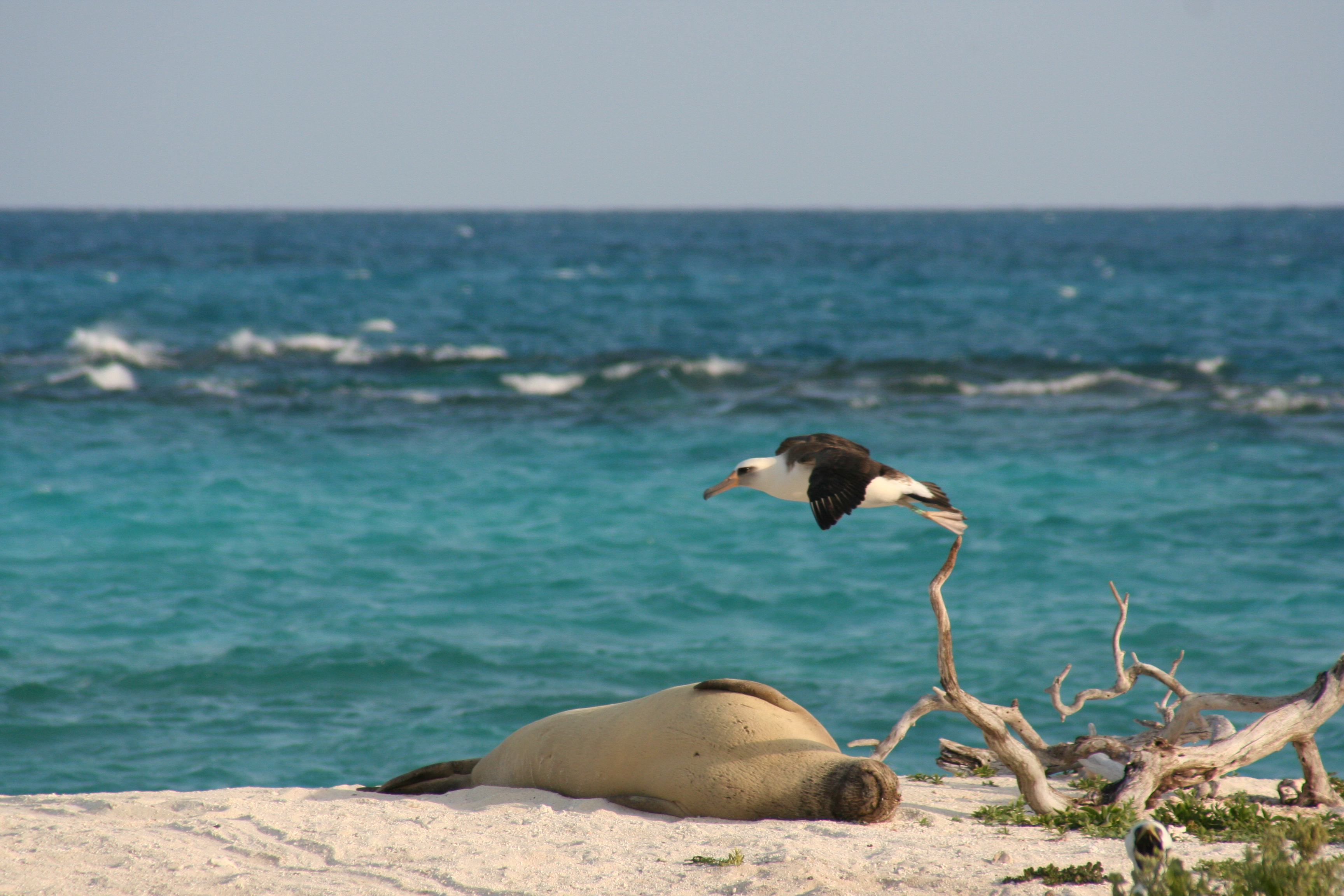
Rạn vòng này là nơi trú ngụ quan trọng của hải cẩu thầy tu Hawaii và hải âu Laysan

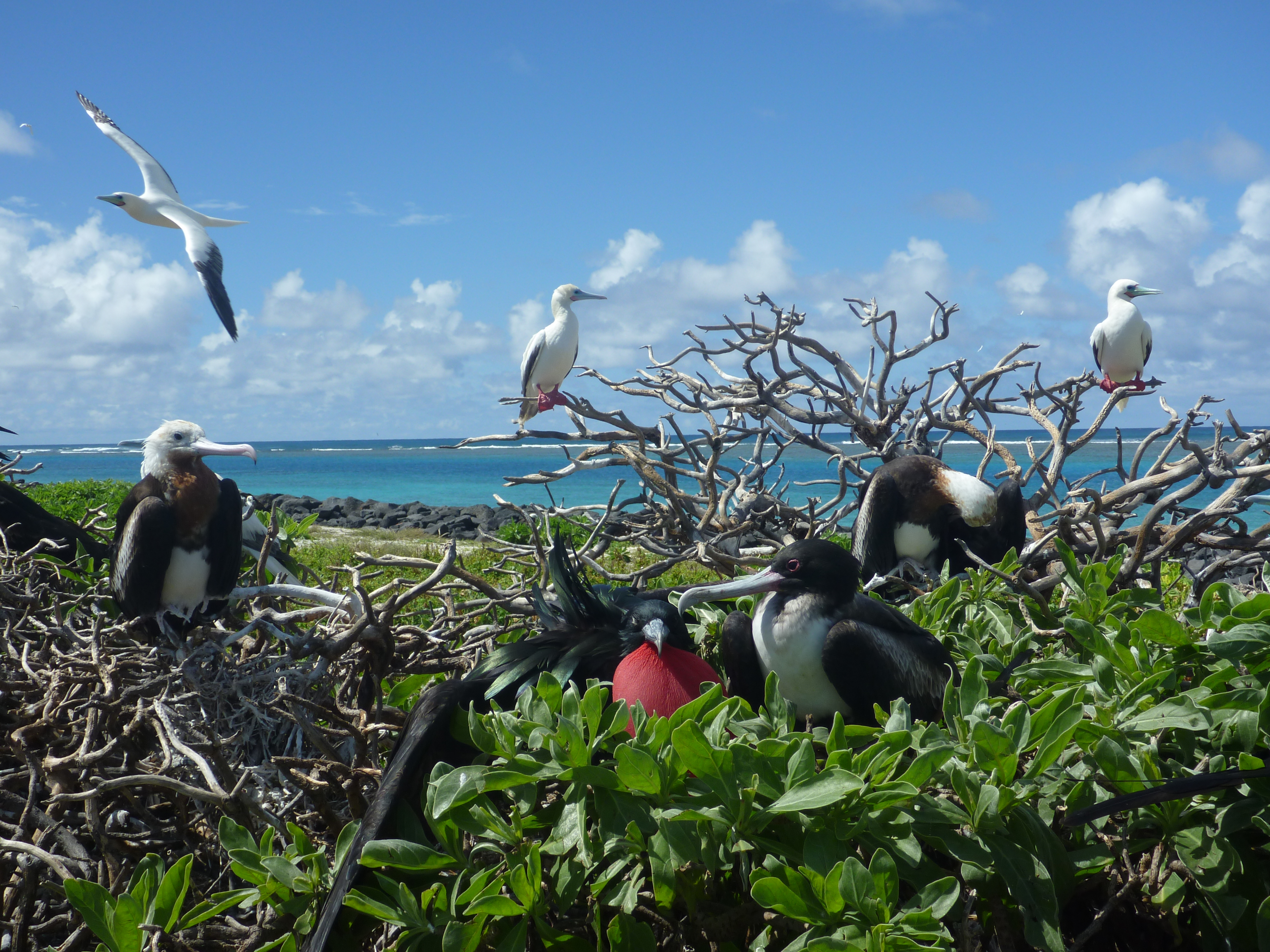
Cốc biển đen và chim điên chân đỏ tại đảo Tern

Hệ thống rạn san hô ở các bãi cạn Frigate Pháp bao gồm 41 loài san hô cứng, bao gồm vài loài không thể tìm thấy ở các đảo chính trong quần đảo Hawaii. Ngoài ra còn có hơn 600 loài động vật không xương sống biển - trong đó có nhiều loài đặc hữu - sinh sống tại đây.
Hơn 150 loài tảo sống giữa các rạn san hô, và khu vực sát cạnh đỉnh nhọn La Perouse có những khu hệ tảo biển đặc biệt đa dạng. Điều này dẫn người ta đến một suy đoán rằng dòng chảy vào mang theo chất dinh dưỡng bổ sung - dưới dạng phân chim - là nhân tố góp phần tạo nên sự đa dạng sinh học và năng suất sinh học của tảo trong môi trường này. Vùng nước tại các rạn san hô là ngôi nhà cho rất nhiều loài cá. Loài cá đặc hữu của Hawaii là Genicanthus personatus cũng tương đối phổ biến tại đây. Phần lớn đồi mồi dứa của Hawaii tìm đến đây làm tổ. Các hòn đảo nhỏ trong các bãi cạn Frigate Pháp là nơi trú ẩn cho cộng đồng hải cẩu thầy tu Hawaii lớn nhất còn sống sót.
Các đảo tại đây cũng là các sân chim quan trọng của chim biển. 18 loài chim biển - trong đó có Phoebastria nigripes, Phoebastria immutabilis, Pterodroma hypoleuca, Bulweria bulwerii, Puffinus pacificus, Puffinus nativitatis, Oceanodroma tristrami, Onychoprion lunatus, Procelsterna cerulea, Anous stolidus, Anous minutus, Phaethon rubricauda, Sula dactylatra, Sula sula, Sula leucogaster, Fregata minor, Onychoprion fuscatus và Gygis alba - làm tổ tại nơi đây, hầu hết (16) là trên đảo Tern. Hai loài còn lại là Procelsterna cerulea và Anous minutus chỉ làm tổ trên đỉnh nhọn La Perouse. Hòn đảo cũng là nơi trú đông của vài loài chim lội.
Trong chuyến nghiên cứu vào tháng 10 năm 2006 của Cơ quan Quản trị Khí quyển và Đại dương Quốc gia Hoa Kỳ (NOAA), các nhà khoa học đã xác định thêm 100 loài chưa bao giờ thấy ở vùng này, trong đó có nhiều loài hoàn toàn mới.